# Босилково (област Бургас)
 За другото българско село вижте Босилково (Област Смолян).  
Босилково е село в Югоизточна България. То се намира в община Сунгурларе, област Бургас.

## География
Село Босилково се намира в планински район. Намира се на 29 км североизточно от Сунгурларе, на 94 км северозападно от областния център Бургас, на 395 км източно от столицата София и на около 40 км северно от Карнобат.

## История
Около 1955 г.-1960 г. в село Босилково са се преселили много семейства. Населението на село Босилково е около 70 души. Има много преселници от селото в големите градове Бургас, Карнобат, Стара Загора и други.
В селото работи библиотека и кметство. Функционира и смесен магазин.

## Население

### Етнически състав
Преброяване на населението през 2011 г.
Численост и дял на етническите групи според преброяването на населението през 2011 г.:
|                     | Численост |
| Общо                | 83        |
| Българи             | 82        |
| Турци               | -         |
| Цигани              | -         |
| Други               | -         |
| Не се самоопределят | -         |
| Неотговорили        | -         |